# Dundurn Castle
Dundurn Castle är ett slott i Kanada.   Det ligger i provinsen Ontario, i den sydöstra delen av landet, 400 km sydväst om huvudstaden Ottawa. Dundurn Castle ligger 94 meter över havet. Arean är 1 332 kvadratkilometer.
Terrängen runt Dundurn Castle är platt åt sydost, men åt nordväst är den kuperad. Runt Dundurn Castle är det mycket tätbefolkat, med 2 915 invånare per kvadratkilometer.. Närmaste större samhälle är Hamilton, 2,9 km sydost om Dundurn Castle. 
Runt Dundurn Castle är det i huvudsak tätbebyggt.